# Erzurum (provincie)
Erzurum (Koerdisch: Erzîrom) is een provincie in Turkije. De provincie is 25.066 km² groot en heeft 784.941 inwoners (2007). De hoofdstad is het gelijknamige Erzurum.

## Bestuurlijke indeling

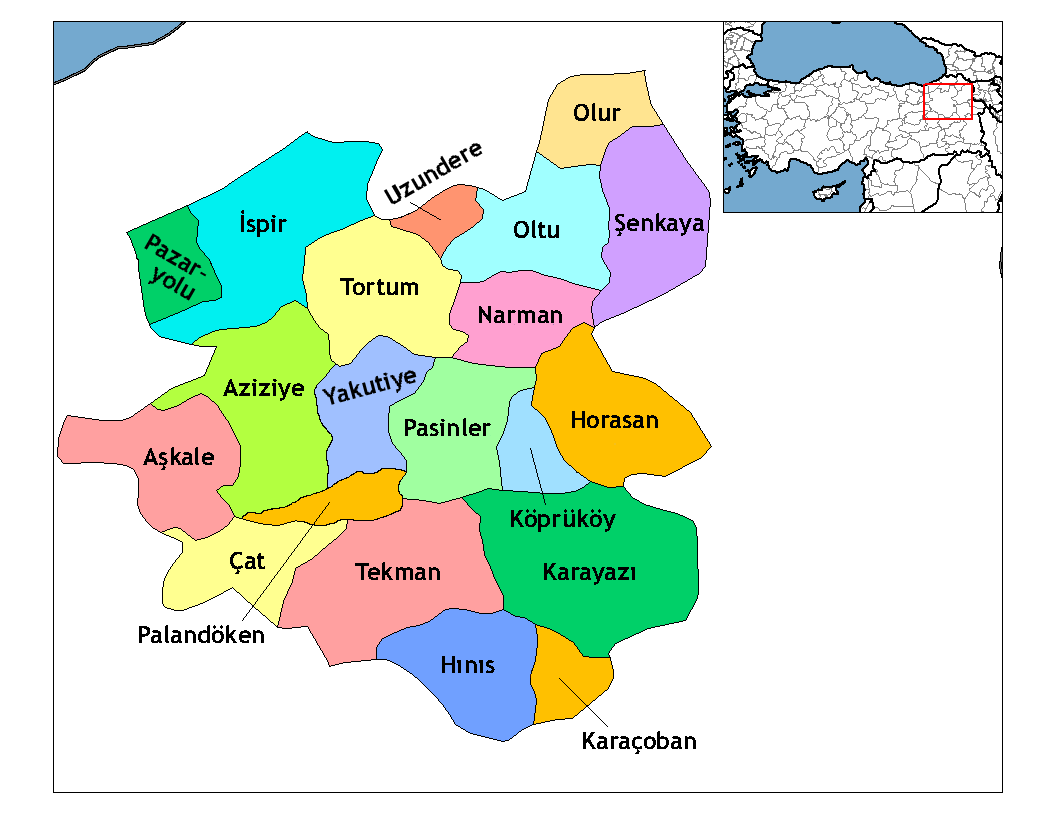
Districten van Erzurum

### Districten
De provincie bestaat uit de volgende 19 districten:
| - Aşkale - Çat - Erzurum - Hınıs - Horasan | - Ilıca - İspir - Karaçoban - Karayazı - Köprüköy | - Narman - Oltu - Olur - Pasinler - Pazaryolu | - Şenkaya - Tekman - Tortum - Uzundere |